# Crinum undulatum
Crinum undulatum är en amaryllisväxtart som beskrevs av William Jackson Hooker. Crinum undulatum ingår i släktet Crinum, och familjen amaryllisväxter. Inga underarter finns listade i Catalogue of Life.